# Kiiking
Kiiking – dyscyplina sportu uprawiana w Estonii od 1996 roku. Nazwa pochodzi od estońskiego słowa „kiik”, które w tym języku oznacza „huśtawkę”.

## Historia
W Estonii, w przeciwieństwie do innych krajów, istniał zwyczaj huśtania się na stojąco. Huśtawki mogły mieć do 2,5 metra wysokości i mogło z nich korzystać od 4 do 8 osób jednocześnie. Próbowano rozhuśtać je ponad poprzeczkę, na której zawieszona była huśtawka, co jednak bez odpowiedniego zabezpieczenia było czynnością bardzo ryzykowną.
Pierwszą jeszcze drewniana huśtawkę do uprawiania kiikingu skonstruował w 1993 roku Ado Kosk z Parnawy. W 1996 roku w Estonii została zbudowana pierwsza metalowa huśtawka do kiikingu z regulowaną długością, która całkowicie wyeliminowała ryzyko kontuzji spowodowanej upadkiem podczas huśtania. W 1997 roku Ado Kosk otrzymał patent na swój pomysł.
Nowoczesne huśtawki do kiikingu mają wysokość 3–8 metrów i są jednoosobowe. Aby zapewnić bezpieczeństwo, ramiona i nogi są przypinane specjalnymi pasami. Przy ocenianiu bierze się pod uwagę wysokość huśtawki, na której podczas huśtania zawodnik wykonał co najmniej jeden pełny (czyli 360°) obrót.
Kiiking jest uprawiany również poza Estonią: w Holandii, Austrii, Nowej Zelandii, Finlandii, USA i w Niemczech. W Niemczech w 2018 roku powstało German Kiiking Association e.V., którego założycielem był Jonas Schöne

## Organizacja
26 sierpnia 1999 roku powstała w Tallinnie Eesti Kiikinguliit; w marcu 2000 roku została ona członkiem Eesti Spordi Keskliit (Estońskiego Związku Sportowego). Gdy ten połączył się z Estońskim Komitetem Olimpijskim, stała się również jego członkiem. Ponieważ jednak nie udało się spełnić określonych w 2003 roku warunków przynależności do Komitetu, w 2006 roku Eesti Kiikinguliit przestała być członkiem EKO.
Eesti Kiikinguliit organizuje Mistrzostwa Estonii w Swingu i nadaje tytuły mistrzowskie.

## Rekordy
Najlepsze wyniki są zapisywane w księdze rekordów Guinnessa. Najnowszy rekord (2021) pochodzi z 25 sierpnia 2018 roku. Sven Saarpere z Estonii wykonał obrót na huśtawce o wysokości 7,38 m podczas imprezy w Tallinnie. Największą liczbę obrotów o 360°, ustanawiając rekord Guinnessa 5 września 2016 roku, wykonał Bechara Abou Khatero podczas zawodów w Libanie: udało mu się obrócić 799 razy. W księdze rekordów Guinnessa są również odnotowywane rekordy liczby obrotów o 360° podczas 1 minuty. Rekordzistą w 2009 roku został Manuel Heister, który obrócił się 39 razy.